# Schwarzer See (Sagsdorf)
Der Schwarze See (auch Kleiner See) liegt in der Sternberger Seenlandschaft etwa zwei Kilometer nördlich von Sagsdorf und sechs Kilometer nordwestlich von Sternberg im Landkreis Ludwigslust-Parchim in Mecklenburg-Vorpommern. Er liegt mitten im Wald und verfügt über keine oberirdischen Zu- und Abflüsse.

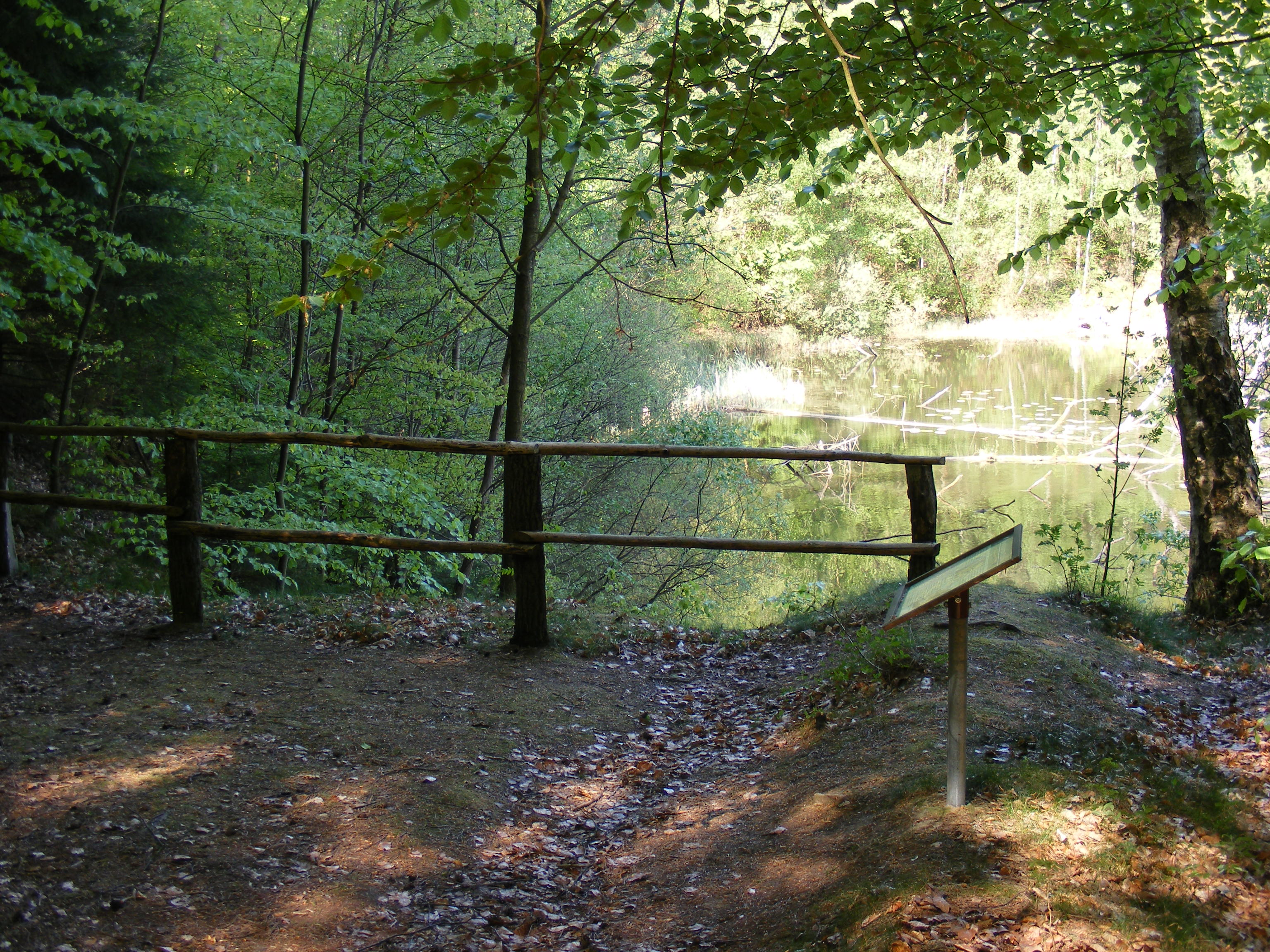
Abbruchkante am Schwarzen See am früheren Verbindungsweg Sagsdorf–Friedrichswalde

In der Nacht zum 15. Juni 1978 verschwand das Wasser des Sees, Anwohner nahmen ein dumpfes Grollen wahr.
Dabei wurde ein am Ufer des Sees abgestellter Bagger in die Tiefe gerissen, auch der Verbindungsweg von Sagsdorf nach Friedrichswalde wurde auf einer Länge von etwa 100 Metern unterbrochen.
Als Ursache des Ereignisses konnten später Bauarbeiten am Ufer ausgemacht werden. Es war Kies zu Einrichtung einer Löschwasserentnahmestelle abgekippt worden. Durch die Planierarbeiten und den Kies geriet das Erdreich ins Rutschen, das Seewasser wurde in einen anschließenden Sumpf gedrückt.
Im Verlaufe der Jahre füllte sich der See wieder mit Wasser. Als Folge des Abbruchs ist er heute größer als zuvor. Einige Bäume, die 1978 in die Tiefe gerissen worden waren, sind im See zu erkennen.
Eine Informationstafel am Seeufer erinnert an das Ereignis.